# 白女巫
白女巫賈迪絲（英語：Jadis the White Witch）是英國作家C·S·路易斯的奇幻小說《納尼亞傳奇》系列中的主要反派人物。她擁有強大的魔法力量，最初來自於查恩世界，原名賈迪絲，由於冰封納尼亞世界長達上百年而被稱為「白女巫」。

## 角色生平

### 魔法師的外甥
賈迪絲擁有巨人的血統，外貌看上去非常漂亮與高大，身高七英尺。她出生於查恩，後來發起叛變，發動軍隊攻打其作為查恩女王的姊姊，試圖奪取王位，在賈迪絲的手下全部戰死後，她便說出了名為「可嘆字」的強大咒語，殺死了除了她自己外的查恩世界所有生命。之後，賈迪絲便施咒讓自己沉睡千年，以期望有人能來把她帶離這個世界。
許多年，來自於地球英國倫敦的兒童狄哥里·寇克與波莉·普朗摩透過魔法戒指意外抵達查恩，他們在宮殿內發現了賈迪絲留下來打破咒語的金鐘，儘管波莉警告不要敲響它，但狄哥里還是出於好奇打響了金鐘，賈迪絲被喚醒，她堅持要求兩名孩子帶她去人類世界，狄哥里與波莉意圖逃脫，但仍不慎把賈迪絲一同帶回安德魯舅舅的實驗室內。賈迪絲大聲地命令安德魯舅舅為自己做事，安德魯舅舅對其唯諾是從，甚至還有點著迷於賈迪絲的美貌。賈迪絲在來到人類世界後，便發現自己法力無法在這個世界使用，以致於她想要施咒殺死狄哥里的莉蒂阿姨時卻毫無效果，不過她仍然擁有超乎常人的力氣。隨即賈迪絲搶劫了倫敦的一家珠寶店，大鬧倫敦街頭，用從路燈柱扯下來的鐵棒打傷了警察；想彌補錯誤的狄哥里用魔法戒指將白女巫等人從人類世界帶走，而後見證了獅王亞斯藍創造了納尼亞世界。賈迪絲試圖用鐵棒攻擊亞斯藍，但徒勞無功，她馬上逃離現場。
賈迪絲迅速前往納尼亞西部山區的花園，偷吃一顆使其青春永駐、長生不死的蘋果，之後便潛逃至納尼亞北方，壯大自己的黑魔法。狄哥里按照亞斯藍的指示種下一顆蘋果，使其生長為一棵蘋果樹，這樣只要蘋果樹還在，賈迪絲就無法侵入納尼亞。

### 獅子·女巫·魔衣櫥

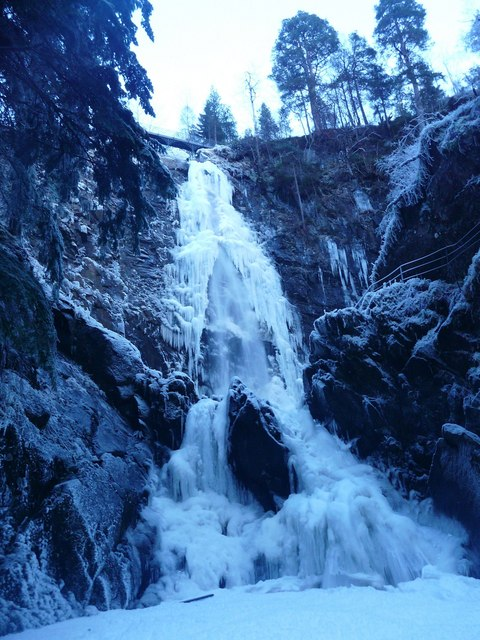
白女巫導致納尼亞世界陷入寒冬之中。

在《獅子·女巫·魔衣櫥》中，賈迪絲早已在蘋果樹死亡後侵入納尼亞，開始了她的暴政統治，自封為「納尼亞女王、凱爾帕拉瓦宮城堡女堡主、寂島皇帝」，但納尼亞人民都私下稱其為「白女巫」。白女巫的法力相較之前更為強大，使用一根魔杖作為武器，用於將反抗者石化。她還有一大群生物作為她的軍隊與眼線，包括狼（秘密警察隊）、黑矮人、狼人、巨人、巫婆、幽靈、食屍鬼、牛頭人身怪等等。
在納尼亞紀元第900年，白女巫詛咒了整個納尼亞，使其永遠陷入寒冬之內，且沒有聖誕節。
一百年後，佩文西家的四位孩子從狄哥里家的衣櫥穿越到納尼亞，其中的老二愛德蒙最先遇見了白女巫。白女巫用土耳其軟糖誘惑愛德蒙背叛其兄弟姊妹，但後來愛德蒙逐漸意識到了白女巫的邪惡本質，他終被亞斯藍派來的援兵救出。白女巫隨即面見亞斯藍，試圖要以遠古祕法脅迫對方交出愛德蒙，然而二人達成協議，亞斯藍自願在石桌之上犧牲，白女巫用石刀殺死了他，隨後帶領部下大軍向彼得和愛德蒙所帶領的納尼亞軍隊宣戰。
然而白女巫卻並沒明白遠古祕法的真正意涵，因為亞斯藍是一個無辜的人自願替代叛徒死去，所以他的生命將會復活。亞斯藍來到白女巫的城堡，讓那些被她變成石頭的生物重生，一同前去增援貝路納之役的戰場，擊敗了白女巫的大軍，白女巫本人被亞斯藍所殺。

### 其他納尼亞書籍
在《賈思潘王子》中，白女巫死去一千三百年後，納尼亞被坦摩人征服，納尼亞的生物慘遭鎮壓。黑矮人尼卡不里與一個狼人、一個老巫婆共同計劃招喚白女巫來幫助他們對抗坦摩人，幸虧彼得、愛德蒙與矮人川卜金及時挫敗了這個計畫，尼卡不里等人被殺。
在《銀椅》中，貓頭鷹高林羽推測女巫綠衣女士可能跟白女巫屬於同一種類。

## 寓意
小說作者路易斯的繼子道格拉斯·葛瑞罕認為白女巫可以代表惡魔使用的伎倆；白女巫非常美貌，「惡魔往往用美麗的外衣來包裝住他的誘惑」。

## 改編
在1988年的BBC電視劇《獅子·女巫·魔衣櫥》中，白女巫一角由英國女演員芭芭拉·凱勒曼飾演。
在2005年電影《納尼亞傳奇：獅子·女巫·魔衣櫥》中，白女巫由蒂妲·絲雲頓飾演。與其他大多數的演員不同，絲雲頓在出演這個角色前從未讀過《納尼亞傳奇》原著；她也表示電影中的白女巫形象是對傳統邪惡女巫刻板印象的挑戰。絲雲頓每次需要花五個小時時間化這個角色的妝，身上的服裝更重達七公斤。服裝設計師艾希斯·马森登一共設計了七套白女巫的服裝，用以呈現這個角色的魔力正不斷減弱。BBC的影評人斯特拉·帕帕麥可評論這個角色：「她是邪惡的化身，就像納粹主義的幽靈迫使佩文西家的孩子離開倫敦、進入鄉間莊園避難一樣」。
在續集《納尼亞傳奇：賈思潘王子》中，尼卡不里等人修復了白女巫的魔杖，用其製造了一堵冰牆，白女巫的幻影在其中現身，但需要一滴亞當之子的血液才能完全復活，她試圖讓賈思潘王子和彼得為其獻出血液，還聲稱會幫助他們對抗米拉茲，但愛德蒙及時粉碎了冰牆，白女巫的幻影隨之消逝。
在《納尼亞傳奇：黎明行者號》中，白女巫的幻影再度出現於黑暗之島內。

## 外部連結
- 白女巫賈迪絲 （页面存档备份，存于），迪士尼動畫王國